# Bai Hong
Bai Hong Li Zhu (Chino [Hong Bai]: 白 虹; caracteres chinos [Li Bai Zhu]: 白丽珠, Pekín, 24 de febrero de 1920 - 1992) fue una actriz y cantante china. En los años 40, se convirtió en una de las siete más grandes estrellas de la canción de China.

## Biografía
Nacida en Pekín, a los once años Bai fue admitida en la compañía de canto y danza Bright Moonlight, a través de la cual ingresó en la industria del entretenimiento de Shanghái. Utilizó el nombre artístico de Bai Hong (白 虹), que significa "Arcoiris blanco". Fue así incluida como una de las "Tres Bai de Pekín" (北平 三 白), junto con Bai Guang (白光) y Bai Yang (白杨).

## Carrera
Su carrera musical comenzó a la edad de trece años. En los años 30 fue un icono de las estrellas del pop, con canciones como 郎 是 春日 风. En 1934 participó en un concurso de canto en Shanghái, donde obtuvo más de 200 votos, ganando el primer lugar. Era conocida por su habilidad en el dominio de la lengua y la claridad de los textos de sus canciones, principales razones que la ayudaron a obtener más fanes.
En los años 30, fue reconocida como una de las tres grandes del Mandopop, junto con Zhou Xuan y Gong Qiuxia.
Su carrera alcanzó su apogeo en los años 1940, cuando su estilo cambió a un jazz más dinámico. Algunas de sus canciones más exitosas fueron Intoxicating Lipstick, Love and Gold, Flowers Don't Bloom Without Rain y He's Like the Spring Wind.
En los años 30 y 40, grabó más de ciento cincuenta canciones y tuvo muchos éxitos. Solo Zhou Xuan grabó más que ella durante ese tiempo. Actuó en más de treinta películas y actuó en muchas ocasiones sobre el escenario teatral. También fue la primera cantante de la historia china en dar un concierto en solitario, que tuvo lugar la noche del 12 al 13 de enero de 1945.
Se casó con el compositor Li Jinguang y se divorciaron en 1950. Se quedó en China después de 1949 y continuó actuando en el teatro. Durante la Revolución Cultural, debido a que Jiang Qing y la Banda de los Cuatro no querían que el pueblo supiera nada sobre la historia del cine y la música moderna en el Shangai de los años 1930 y 1940, muchos artistas de la generación de Bai Hong fueron encarcelados. Como cantante y actriz en esos años, también fue encarcelada y sometida a persecución y abusos. Se retiró oficialmente en 1979.
Murió en 1992, a los 72 años.

## Filmografía
- 潇湘夜雨 (1940)
- 孤岛春秋 (1941)
- Fig / 无花果 (1941)
- 玉碎珠圆 (1941)
- 红楼残梦 (1948)